# Emilie Marie Nereng

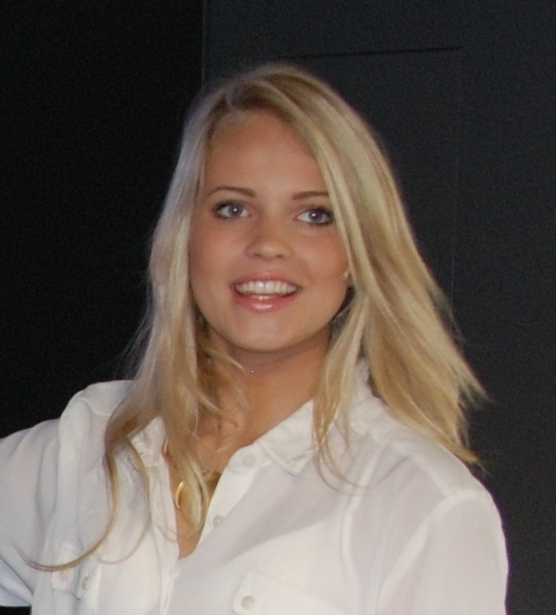
Voe alias Emilie Marie Nereng, 2011

Emilie Marie Nereng (* 3. November 1995 in Hønefoss, Norwegen), besser bekannt unter ihrem Bloggernamen Voe, ist eine norwegische Bloggerin, Cheerleaderin und Sängerin.
Im März 2009 startete sie ihren eigenen Blog und erreichte im Oktober desselben Jahres bereits 3,5 Mio. Aufrufe.
Am 18. September 2009 war sie Gast beim Fernsehsender TV 2.
Im Juni 2010 sang sie vor 80.000 Menschen bei einem Konzert am Osloer Rathausplatz. Ebenfalls 2010 hielt sie einen Vortrag über Social Media an der Hochschule Lillehammer und war dort mit ihren damals 14 Jahren die jüngste Dozentin.
Am 2. Januar 2011 kündigte sie die Schließung ihres Blogs aufgrund von Erschöpfung an. Am 15. März desselben Jahres begann der Blog wieder. Seit April 2017 ist ihr Blog wieder geschlossen.
Im Oktober 2011 war sie Ehrengast bei der offiziellen Eröffnung von Telenors neuem Mobilfunknetz in Norwegen.
Im Jahr 2024 nahm sie an der NRK-Musikshow Maskorama teil.

## Diskografie
Single
- 2010: Don’t Talk to Me